# Lõu
Koordinaten: 58° 5′ N, 22° 10′ O

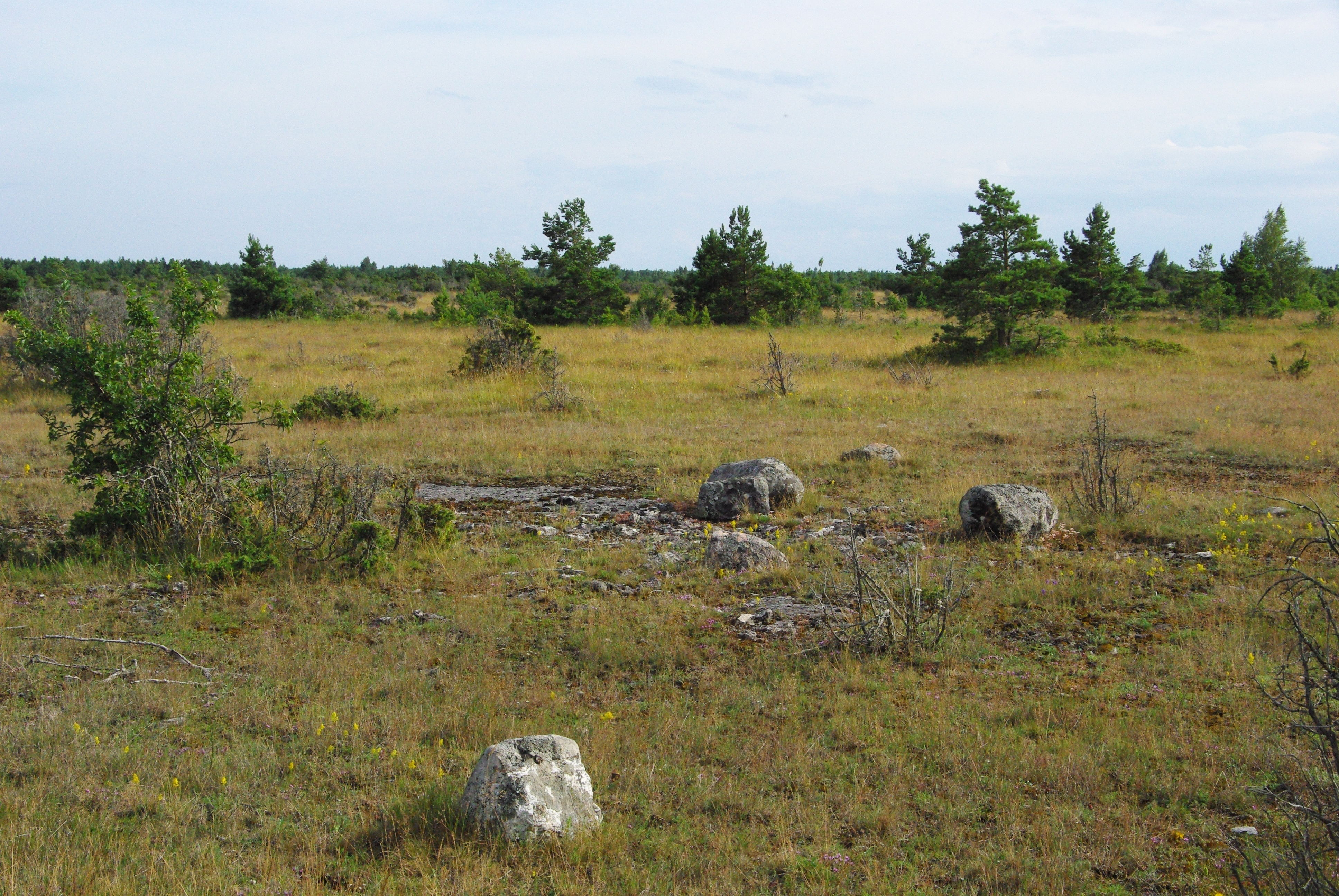
Alvar-Landschaft bei Lõu

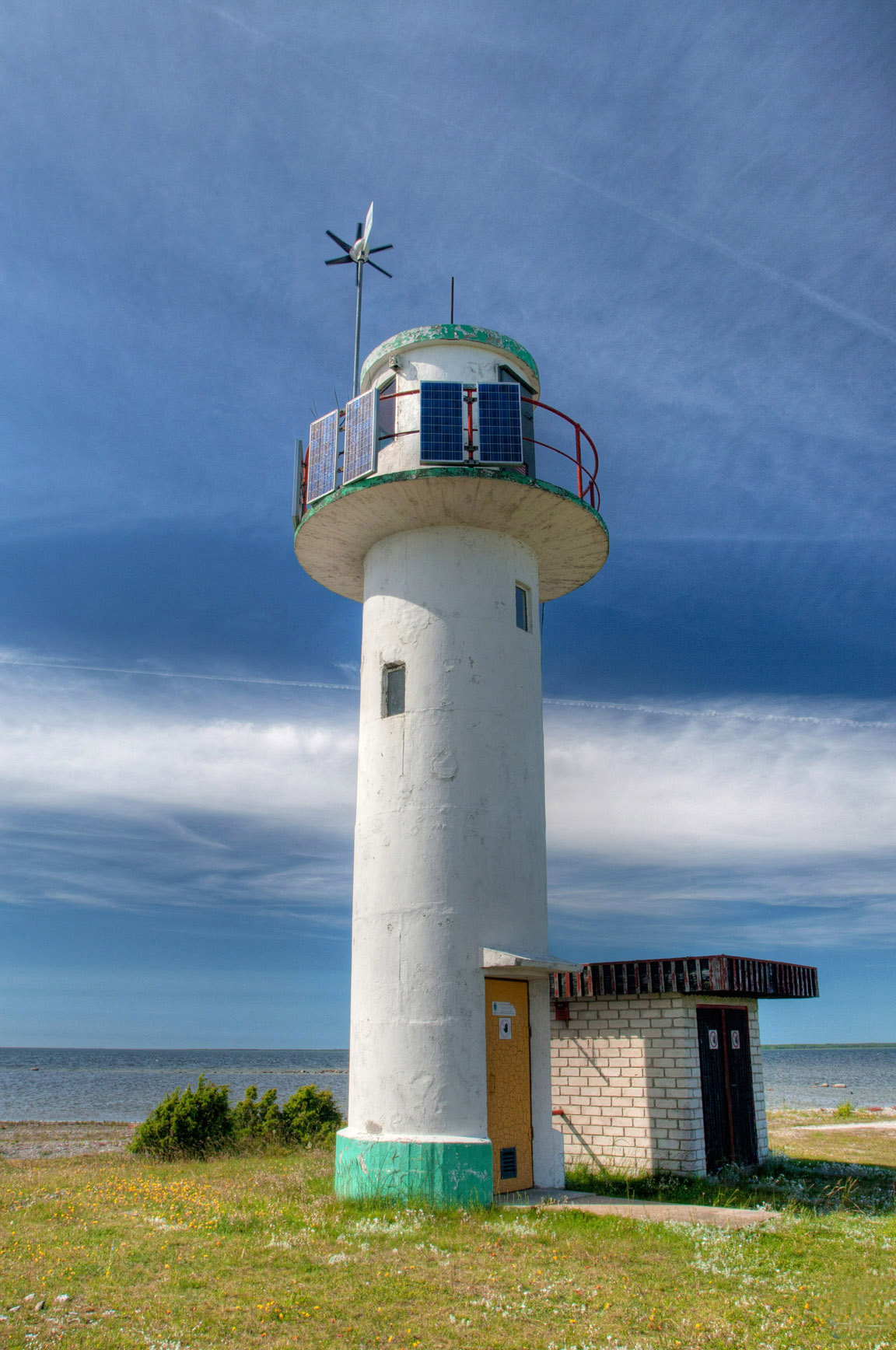
Leuchtfeuerbake

Lõu ist ein Dorf (estnisch küla) auf der größten estnischen Insel Saaremaa. Es gehört zur Landgemeinde Saaremaa (bis 2017: Landgemeinde Salme) im Kreis Saare.

## Einwohnerschaft und Lage
Das Dorf hat vier Einwohner (Stand 31. Dezember 2011). Es liegt an der Westküste der Halbinsel Sõrve.
Nördlich von Lõu liegt ein Landschaftsschutzgebiet, das von dem gleichnamigen, zwei Kilometer langen Bach (Lõu oja) durchzogen wird.